# Federica Parsani
Federica Parsani (Seriate, 3 agosto 1996) è una calciatrice italiana, di ruolo difensore.

## Palmarès
- Campionato italiano di Serie B: 1

Orobica Bergamo: 2017-2018
- Campionato italiano Serie D femminile: 1

Accademia Atalanta: 2012-2013
- Torneo delle Regioni femminile: 1

Lombardia: 2013